# Parti du peuple illyrien
Le Parti du peuple illyrien (Ilirska narodna stranka - NLS) fut créé en 1841 en Croatie. 
Ses membres les plus influents furent Josip Juraj Strossmayer, Ivan Kukuljević Sakcinski et Ivan Mažuranić. 
Il se transforma, en 1861, en Parti populaire libéral.
Le courant d'idées représenté jadis par le Parti du peuple illyrien est représenté, de nos jours, par le Parti populaire croate-Démocrates libéraux